# Vương quốc Garo
Vương quốc Garo, còn được gọi là Bosha dựa theo tên gọi của triều đại cầm quyền, là một vương quốc cổ đại ở vùng Sừng Châu Phi. Do người Sidama thành lập nằm ở ngoại vi vùng Gibe thuộc Ethiopia.

## Vị trí
Vương quốc Garo có đường biên giới rõ ràng về phía bắc với Vương quốc Janjero, về phía đông là sông Omo, và ở phía nam sông Gojeb đã tách Garo ra khỏi Vương quốc Kaffa. Thiếu hẳn một ranh giới rõ ràng về biên giới phía tây, đối tượng của vương quốc này đã xây dựng một loạt các chiến hào và cổng thành để tự bảo vệ mình khỏi sự xâm phạm từ người Oromo của Vương quốc Jimma.

## Lịch sử
Werner Lange thảo luận về những khả năng mà vương quốc Garo từng là một phần phụ trợ của Ennarea, theo cách tương tự mà Ennarea từng là một phần của vương quốc Damot. Dưới triều đại của Yeshaq I, Garo đã tách rời khỏi Ennarea và là một chư hầu của Ethiopia; nó có thể là "Bosge" được đề cập trong hành trình của Zorzi. Vào thế kỷ 16, Hoàng đế Sarsa Dengel đã thuyết phục vua Garo chính thức theo Kitô giáo. Vào thế kỷ 17, Ethiopia đã mất tất cả liên lạc với quốc gia này, để rồi lịch sử của nước này "phần lớn đều trống không" đối với hầu hết thế kỷ này, mặc dù dưới áp lực ngày càng tăng từ những đợt di cư của người Oromo vào vùng Gibe đã buộc "vương quốc Bosa phải tiếp tục thu hẹp dần cho đến khi ít hơn một khu vực tương đối nhỏ bé bị cô lập trong các khu rừng vùng cao nguyên May Gudo còn lại vào cuối thế kỷ này".
Garo tồn tại như một nước độc lập cho đến thời vua Abba Gomol của Jimma mới chinh phục được một phần cô lập cuối cùng của vương quốc này. Vào thời điểm đó Hoàng đế Haile Selassie đã sáp nhập Jimma, một hậu duệ của Dagoye, vị vua cuối cùng của Garo đang sống trong tình trạng "bán trục xuất" tại Jiren.